# Valerian C. Popescu
Valerian C. Popescu (n. 26 octombrie 1912, Negrești, Argeș – d. 5 iunie 2013) a fost un medic chirurg oro-maxilo-facial român, membru corespondent al Academiei Române și fondatorul Facultății de Stomatologie din București.

## Biografie
26 octombrie 1912, Negrești, jud. Argeș – 5 iunie 2013, Paris
Membru corespondent – 21 martie 1963 (repus în drepturi – 3 iulie 1990)
Studii liceale (Liceul „Matei Basarab”) și medicale (Facultatea de Medicină) la București, unde în 1939 și-a susținut teza de doctorat în medicină și chirurgie Tratamentul fracturilor gâtului femural; osteosinteza extraarticulară după tehnica prof. Amza Jianu. Și-a desăvărșit pregătirea ca extern și intern, prin concurs, în Spitalele Eforiei Civile din București (1935–1941). S-a dedicat stomatologiei și chirurgiei maxilo-faciale ca medic secundar la clinica de la Spitalul „Colentina”. A fost asistent universitar și șef de lucrări (1942–1950). La înființarea Facultății de Stomatologie (1950) a fost numit conferențiar universitar, șef al disciplinei de chirurgie buco-maxilo-facială și șef de catedră (1955). S-a preocupat de organizarea și dotarea clinicii de specialitate din București pentru a corespunde atât asistenței bolnavilor, cât și pregătirii studenților (laboratoare, radiodiagnostic, săli de operație, reeducare funcțională, secție de documentare, unde au fost realizate primele filme cinematografice de patologie și tehnici chirurgicale, prezentate studenților, dar și la congrese internaționale, unul din acestea fiind premiat la Congresul de la Paris din 1971). În 1985 s-a stabilit în Franța. A elaborat lucrări științifice recunoscute ca originale și preluate în literatura medico-chirurgicală internațională, ca de exemplu: Arthrosplastie temporo-mandibulară (1957); Deutche Zahn, Mund and Kiefer (1959); Les divisions congenitales transversales de la face (1968); Osteotomie vertico-longitudinale dans le micrognatisme (1970) ș.a. A scris 20 de cărți, printre care: Tehnici curente de chirurgie stomatologică (1961); tratatul Chirurgia buco-maxilo-facială (2 vol., 1965); Urgențele în stomatologie (1969); Anestezia în stomatologie (1971); Radiodiagnosticul în stomatologie (1973); Patologia chirurgicală buco-maxilo-facială (1977) ș.a. A publicat 486 de lucrări științifice, dintre care 135 în reviste din diverse țări. A fost redactor-șef al revistei „Acta Stomatologica Internationalia” (București, 1975–1985; Paris, 1985–1989). Președinte al Societății de Stomatologie din România (1950–1976), calitate în care a organizat prima Conferință națională (1956) și Congresul național dedicat sărbătoririi a 10 ani de la înființarea facultăților de profil (1960), președinte al Uniunii Societăților de Științe Medicale din România (1969–1973), al Colegiului Central al Medicilor și Farmaciștilor din România (1969–1973), al Consiliului Superior de Stomatologie al Ministerului Sănătății (1960–1973), membru fondator, ulterior membru titular al Academiei de Științe Medicale din România, membru în Comitetul de experți O.M.S. (1968–1981), membru fondator și vicepreședinte (1971) al „International Association of Maxillo-Facial Surgery”, președinte al Association Franco-Roumaine de Stomatologie et Chirurgie Maxillo-Faciale (1970–1980), președinte (din 1975), ulterior președinte de onoare (1979) al Asociației Stomatologice Internaționale.Doctor honoris causa al universităților din Iași (1994) și București (1998).
Profesorul Valerian Popescu a avut un rol major în organizarea învățământului stomatologic din București. Urmașul profesorului Dan Theodorescu la conducerea Clinicii de chirurgie maxilo-facială, prof. Valerian Popescu a dominat stomatologia, chirurgia oro- maxilo-facială și învățământul medical românesc timp de 50 de ani, reprezentând facultatea în calitate de Decan. A întreținut și dezvoltat relațiile internaționale cu forurile europene și mondiale, reușind să aducă la București mari personalități ale chirurgiei oro-maxilo-faciale. A fost președintele celui de-al 70-lea Congres mondial al FDI în 1970 de la București și președintele celui  de-al IV–lea Congres Mondial de Chirurgie Maxilo-Facială, organizat în România în 1981.

## Distincții
- titlul de Medic Emerit al Republicii Populare Romîne (18 august 1964) „pentru merite excepționale și realizări deosebite în domeniul ocrotirii sănătății oamenilor muncii”[1]
- Ordinul Meritul Sanitar clasa a II-a (8 aprilie 1970) „pentru merite deosebite în domeniul ocrotirii sănătății populației din țara noastră”[2]